# John Lithgow
John Lithgow (n. 19 octombrie 1945, Rochester, New York, SUA) este un actor american, muzician, cântăreț și autor.  Lithgow a primit numeroase premii, inculsiv două Tony Award, cinci Emmy Award, două Golden Globe Awards, două Screen Actors Guild Awards și un American Comedy Award, patru Drama Desk Awards și o nominalizare la două Academy Awards și patru Grammy Awards. Lithgow are o stea pe Hollywood Walk of Fame și a fost adăugat la  American Theater Hall of Fame.

## Filmografie

### Filme cinematografice
| An   | Titlu                                                         | Rol                                    | Note                                |
| ---- | ------------------------------------------------------------- | -------------------------------------- | ----------------------------------- |
| 1972 | Dealing: Or the Berkeley-to-Boston Forty-Brick Lost-Bag Blues | John                                   |                                     |
| 1976 | Obsession                                                     | Robert Laselle                         |                                     |
| 1978 | The Big Fix                                                   | Sam Sebastian                          |                                     |
| 1979 | All That Jazz                                                 | Lucas Sargent                          |                                     |
| 1979 | Rich Kids                                                     | Paul Phillips                          |                                     |
| 1981 | Blow Out                                                      | Burke                                  |                                     |
| 1982 | I'm Dancing as Fast as I Can                                  | Mr. Brunner                            |                                     |
| 1982 | The World According to Garp                                   | Roberta Muldoon                        |                                     |
| 1983 | Terms of Endearment                                           | Sam Burns                              |                                     |
| 1983 | Twilight Zone: The Movie                                      | John Valentine                         | Segment: "Nightmare at 20,000 Feet" |
| 1984 | Footloose                                                     | Reverend Shaw Moore                    |                                     |
| 1984 | The Adventures of Buckaroo Banzai Across the 8th Dimension    | Dr. Emilio Lizardo / Lord John Whorfin |                                     |
| 1984 | 2010: The Year We Make Contact                                | Dr. Walter Curnow                      |                                     |
| 1985 | Santa Claus: The Movie                                        | B.Z.                                   |                                     |
| 1986 | Mesmerized                                                    | Oliver Thomson                         |                                     |
| 1986 | The Manhattan Project                                         | John Mathewson                         |                                     |
| 1987 | Harry and the Hendersons                                      | George Henderson                       |                                     |
| 1988 | Distant Thunder                                               | Mark Lambert                           |                                     |
| 1989 | Out Cold                                                      | Dave                                   |                                     |
| 1990 | Memphis Belle                                                 | Bruce Derringer                        |                                     |
| 1991 | L.A. Story                                                    | Harry Zell                             | Scenes deleted                      |
| 1991 | At Play in the Fields of the Lord                             | Leslie Huben                           |                                     |
| 1991 | Ricochet                                                      | Earl Talbot Blake                      |                                     |
| 1992 | Raising Cain                                                  | Dr. Carter Nix                         |                                     |
| 1992 | Yertle the Turtle and Other Stories                           | Narrator                               |                                     |
| 1993 | The Wrong Man                                                 | Phillip Mills                          |                                     |
| 1993 | The Country Mouse and the City Mouse: A Christmas Tale        | Alexander                              |                                     |
| 1993 | The Pelican Brief                                             | Smith Keen                             |                                     |
| 1993 | Love, Cheat & Steal                                           | Paul Harrington                        |                                     |
| 1993 | Cliffhanger                                                   | Eric Qualen                            |                                     |
| 1994 | Silent Fall                                                   | Dr. Rene Harlinger                     |                                     |
| 1994 | Princess Caraboo                                              | Professor Wilkinson                    |                                     |
| 1994 | A Good Man in Africa                                          | Arthur Fanshawe                        |                                     |
| 1996 | Hollow Point                                                  | Thomas Livingston                      |                                     |
| 1998 | Homegrown                                                     | Robert Stockman                        |                                     |
| 1998 | Johnny Skidmarks                                              | Larry Skovik                           |                                     |
| 1998 | Officer Buckle and Gloria                                     | Narrator                               |                                     |
| 1998 | A Civil Action                                                | Judge Walter Skinner                   |                                     |
| 2000 | Rugrats in Paris: The Movie                                   | Jean-Claude                            | Voice                               |
| 2001 | Shrek                                                         | Lord Farquaad                          | Voice                               |
| 2002 | Orange County                                                 | Bud Brumder                            |                                     |
| 2004 | The Life and Death of Peter Sellers                           | Blake Edwards                          |                                     |
| 2004 | Kinsey                                                        | Alfred Seguine Kinsey                  |                                     |
| 2006 | Dreamgirls                                                    | Jerry Harris                           |                                     |
| 2007 | Shrek the Third                                               | Lord Farquaad                          | Voice                               |
| 2009 | Confessions of a Shopaholic                                   | Edgar West                             |                                     |
| 2010 | Leap Year                                                     | Jack Brady                             |                                     |
| 2011 | Rise of the Planet of the Apes                                | Charles Rodman                         |                                     |
| 2011 | New Year's Eve                                                | Jonathan Cox                           | Uncredited                          |
| 2012 | The Campaign                                                  | Glenn Motch                            |                                     |
| 2012 | The Jungle Bunch                                              | Maurice                                | Direct-to-DVD, voice                |
| 2012 | This Is 40                                                    | Oliver                                 |                                     |
| 2014 | Love Is Strange                                               | Ben                                    |                                     |
| 2014 | The Homesman                                                  | Reverend Dowd                          |                                     |
| 2014 | Interstellar                                                  | Donald                                 |                                     |
| 2016 | The Accountant                                                | William                                | Filmări                             |

### Televiziune
| An        | Titlu                                   | Rol                                                             | Note                                          |
| --------- | --------------------------------------- | --------------------------------------------------------------- | --------------------------------------------- |
| 1974      | The Country Girl                        | Paul Unger                                                      | Film TV                                       |
| 1977      | Great Performances                      | Capt. Thorne                                                    | Episodul: "Secret Service"                    |
| 1980      | The Oldest Living Graduate              | Clarence                                                        | Film TV                                       |
| 1980      | Mom, the Wolfman and Me                 | Wally                                                           | Film TV                                       |
| 1980      | Big Blonde                              | Herbie Morse                                                    | Film TV                                       |
| 1982      | Not in Front of the Children            | Richard Carruthers                                              | Film TV                                       |
| 1983      | Ziua de după (The Day After)            | Joe Huxley                                                      | Film TV                                       |
| 1984      | Faerie Tale Theatre                     | Goldilocks' father                                              | Episodul: "Goldilocks and the Three Bears"    |
| 1984      | Cupola strălucitoare (The Glitter Dome) | Marty Wellborn                                                  | Film TV                                       |
| 1985–1988 | Saturday Night Live                     | Rolul său (gazdă)                                               | 3 episoade                                    |
| 1986      | Amazing Stories                         | John Walters                                                    | Episodul: "The Doll"                          |
| 1986      | Resting Place                           | Kendall Laird                                                   | Film TV                                       |
| 1987      | Baby Girl Scott                         | Neil Scott                                                      | Film TV                                       |
| 1989      | Traveling Man                           | Ben Cluett                                                      | Film TV                                       |
| 1990      | Ivory Hunters                           | Robert Carter                                                   | Film TV                                       |
| 1991      | The Boys                                | Artie Marguiles                                                 | Film TV                                       |
| 1994      | World War II: When Lions Roared         | Franklin Delano Roosevelt                                       | Film TV                                       |
| 1995      | Tales from the Crypt                    | Dr. Oscar Charles                                               | Episodul: "You, Murderer"                     |
| 1995      | Frasier                                 | Madman Martinez                                                 | Episodul: "Someone to Watch Over Me"          |
| 1995      | Redwood Curtain                         | Laird                                                           | Film TV                                       |
| 1995      | My Brother's Keeper                     | Tom Bradley / Bob Bradley                                       | Film TV                                       |
| 1995      | The Tuskegee Airmen                     | Senator Conyers                                                 | Film TV                                       |
| 1996–2001 | 3rd Rock from the Sun                   | Dr. Dick Solomon                                                | 139 episoade                                  |
| 1999      | Cosby                                   | Rolul său                                                       | Episodul: "Superstar"                         |
| 2000      | Don Quixote                             | Don Quixote de la Mancha/Alonso Quijano                         | Television film Also executive producer       |
| 2003      | Freedom: A History of Us                | Various roles                                                   | 4 episoade                                    |
| 2004      | My Life, Inc.                           | Jan van de Bunt                                                 | Voce Pilot                                    |
| 2005      | Nova                                    | Narrtor                                                         | Voice Episodul: " E=mc²: Einstein's Big Idea" |
| 2006–2008 | Twenty Good Years                       | John Mason                                                      | 13 episoade                                   |
| 2009      | Dexter                                  | Arthur Mitchell                                                 | 12 episoade                                   |
| 2009      | The National Parks: America's Best Idea | Himself                                                         | 2 episoade                                    |
| 2009      | 30 Rock                                 | Rolul său                                                       | Episodul: "Goodbye, My Friend"                |
| 2011–2014 | How I Met Your Mother                   | Jerry Whitaker                                                  | 4 episoade                                    |
| 2011      | Prohibition                             | HL Mencken                                                      | 3 episoade                                    |
| 2013      | Timms Valley                            | Ol' Gregory Timms                                               | Voce Pilot                                    |
| 2013–2014 | Once Upon a Time in Wonderland          | Percy the White Rabbit                                          | Voce 9 episoade                               |
| 2014      | Drunk History                           | William Randolph Hearst and George Washington (Benedict Arnold) | Episodul: "Hollywood" and "Philadelphia"      |
| 2015      | Louie                                   | Funny Man                                                       | Episodul: "Sleepover"                         |